# Christian Schkuhr
Christian Schkuhr (1741-1811) fue un ilustrador, artista y botánico alemán.
Schkuhr, nacido en Pegau, un municipio situado en el distrito de Leipzig, en el estado federado de Sajonia (Alemania), trabajó como jardinero durante su adolescencia antes de seguir sus estudios en la Universidad de Wittenberg. Mientras continuaba ejerciendo en la jardinería, Christian Schkuhr perfeccionó sus conocimientos en el diseño y grabado. 
Claramente influenciado por el científico y botánico sueco Carlos Linneo, Schkuhr se acabaría consagrando en el estudio de la flora de la región de Wittenberg. 

## Algunas publicaciones

### Libros
- "Botanischen Handbuchs". 1774 Texto en línea

- La abreviatura «Schkuhr» se emplea para indicar a Christian Schkuhr como autoridad en la descripción y clasificación científica de los vegetales.[1]

## Honores

### Eponimia
Género
- (Asteraceae) Schkuhria Roth ex Moench[2]

Especies
- (Aspleniaceae) Asplenium schkuhrii Thwaites[3]

- (Asteraceae) Achillea schkuhrii Spreng. ex Nyman[4]

- (Crassulaceae) Crassula schkuhrii Roth[5]

- (Cyperaceae) Edritria schkuhrii (Willd.) Raf.[6]

- (Dryopteridaceae) Aspidium schkuhrii Blume[7]

- (Oleandraceae) Nephrolepis schkuhrii Fée[8]

- (Polypodiaceae) Pecluma schkuhrii (Raddi) Pic.Serm.[9]

- (Schizaeaceae) Lygodictyon schkuhrii J.Sm.[10]

- (Woodsiaceae) Diplazium schkuhrii Bedd.[11]